# Wayne Gilchrest
Wayne Thomas Gilchrest (Rahway, 15 aprile 1946) è un politico e militare statunitense, membro della Camera dei Rappresentanti per lo stato del Maryland dal 1991 al 2009.

## Biografia
Nato nel New Jersey, dopo il liceo Gilchrest si arruolò nei marines e prestò servizio in Vietnam. Ferito in guerra, venne insignito di alcune onorificenze tra cui il Purple Heart e la Bronze Star Medal. Fu congedato nel 1968 col grado di sergente.
Ritornato in patria, si laureò all'Università statale del Delaware e trovò lavoro come insegnante.
Entrato in politica con il Partito Repubblicano, nel 1988 si candidò alla Camera dei Rappresentanti ma venne sconfitto dal deputato democratico in carica Roy Dyson. Due anni più tardi, Gilchrest sfidò nuovamente Dyson, riuscendo a sconfiggerlo e a farsi eleggere deputato.
Nel 1992 sconfisse un altro deputato in carica, Tom McMillen, il quale si era candidato per il suo stesso distretto congressuale. Fu riconfermato agevolmente dagli elettori per altri sette mandati.
Nel 2008 tuttavia Gilchrest, che durante la sua permanenza quasi ventennale al Congresso si era contraddistinto per essere un repubblicano molto moderato, fu sfidato nelle primarie repubblicane da un repubblicano conservatore, Andy Harris, che lo sconfisse di misura. Nelle elezioni generali, Harris venne sconfitto dal democratico Frank Kratovil, ma due anni più tardi si candidò ancora e riuscì ad essere eletto deputato.